# Grobnički list
Grobnički list: glasilo Katedre Čakavskoga sabora Grobinšćine, bio je hrvatski godišnjak iz Čavla. Izlazio je na čakavici.
Pokrenut je 1994. kao mjesečnik, no tijekom izdavanja mijenjao je učestalost izlaženja (1995. trogodišnje, 2002. tromjesečno).
Dugogodišnja urednica lista bila je Vlasta Juretić.